# Willibald Kreß
Willibald Kreß (13 de novembro de 1906 - 27 de janeiro de 1989) foi um futebolista alemão que competiu na Copa do Mundo FIFA de 1934.